# Chamaelimnas histrio
Chamaelimnas histrio är en fjärilsart som beskrevs av Johann August Ephraim Goeze 1779. Chamaelimnas histrio ingår i släktet Chamaelimnas och familjen Riodinidae. Inga underarter finns listade i Catalogue of Life.